# Noyelles-sur-Mer
Noyelles-sur-Mer település Franciaországban, Somme megyében. Lakosainak száma 641 fő (2022. január 1.). Noyelles-sur-Mer Boismont, Nouvion, Ponthoile, Port-le-Grand, Saigneville, Sailly-Flibeaucourt és Saint-Valery-sur-Somme községekkel határos. A település közelében található az első világháborúban elhunyt kínai munkások temetője.

## Népesség
A település népességének változása:
| Lakosok száma | 753  | 725  | 740  | 730  | 708  | 685  | 663  | 649  | 641  |
|               | 2013 | 2015 | 2016 | 2017 | 2018 | 2019 | 2020 | 2021 | 2022 |